# When Dreams Come True (film 1913)
When Dreams Come True è un cortometraggio muto del 1913 diretto da Lucius Henderson (con il nome Lucius J. Henderson).

## Produzione
Il film fu prodotto dalla Thanhouser Film Corporation. Venne girato in California e nello stato di New York, a New Rochelle, sede della casa di produzione.

## Distribuzione
Distribuito dalla Mutual Film, il film uscì nelle sale cinematografiche USA il 28 febbraio 1913.